# Hungerberg (Wipperfürth)
Hungerberg ist eine Hofschaft von Wipperfürth im Oberbergischen Kreis im Regierungsbezirk Köln in Nordrhein-Westfalen (Deutschland).

## Lage und Beschreibung
Die Hofschaft liegt im Nordosten von Wipperfürth an der Schevelinger Talsperre. Nachbarorte sind Hönnige, Dreine, Niederscheveling, Schleise, Wasserfuhr und Biesenbach. Der in die Hönnige mündende Hungerberger Bach entspringt am nordöstlichen Ortsrand.
Politisch wird der Ort durch den Direktkandidaten des Wahlbezirks 11 (110) Kreuzberg im Rat der Stadt Wipperfürth vertreten.

## Geschichte
1387 wird Hungerberg erstmals urkundlich erwähnt. „Drudeke, Ehefrau des Hildebrand Hungerberg zu Wipperfürth“ erbt einen Nachlass „zu Dorpat“. Die Karte Topographia Ducatus Montani aus dem Jahre 1715 zeigt drei Höfe. Die Topographische Aufnahme der Rheinlande von 1825 zeigt „Hungerberg“ mit umgrenztem Hofraum und 4 einzelnen Gebäudegrundrissen.

## Busverbindungen
Über die in Wipperfürth Hönnige gelegene Bushaltestelle der Linie 338 (VRS/OVAG) ist eine Anbindung an den öffentlichen Personennahverkehr gegeben.